# A Gamble for Love
A Gamble for Love er en britisk stumfilm fra 1917 af Frank Wilson.

## Medvirkende
- Gerald Ames som Dennis Laurenny
- James Lindsay som Lord Ingleby
- Arthur Walcott som Joe Rothey
- Hubert Willis som Bryhynz
- Violet Hopson som Fay de Launay